# Західний хрест
Західний Хрест — польська нагорода, створена 7 квітня 2017 року. Для нагородження іноземців, які допомагали людям польської національності, у період з 1939 по 1989 р., Людям які надавали різну допомогу полякам під час репресій, переслідувань та під час опору німецькому нацизму та радянської окупації. Так званий двойний хрест, що не охоплює теріторіально дію хреста «близнюка» — Східний Хрест .

## Історія заснування
Проект закону про хрест було схвалено Сенатом Польської республіки 2 лютого 2017 року з ініціативи сенатора Яна Шарина (Jana Żaryna). Автор графічного дизайну — геральдик та член Геральдичної комісії Роберт Шидлік (Robert Szydlik), користуючись допомогою іншого члена КН, фалериста Тадеуша Єзьоровського
Президент Анджей Дуда підписав акт 6 травня. Східний та Західний Хрест обидва відзнаки, запроваджені у 2017 році, стали інструментом проведення польської історичної політики. 19 листопада 2017 року набрав чинності Постанова Президента Польської республіки, яка визначає правила носіння Західного Хреста.
На момент 31 жовтня 2023 року хрест нікому не вручали.

## Опис нагороди

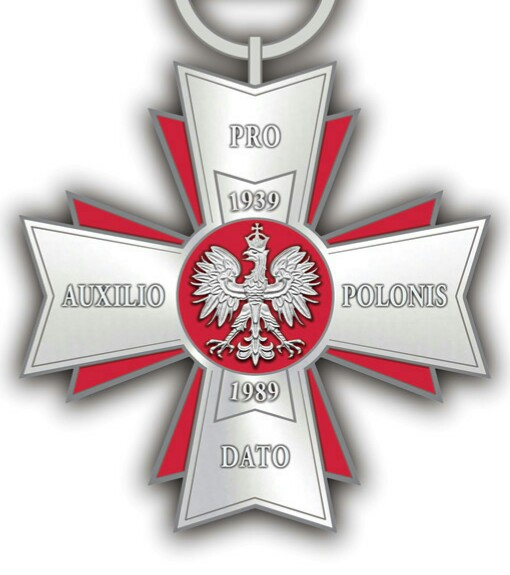
Західний хрест. Аверс

Знак хреста — виготовлений у вигляді рівностороннього хреста (Грецький хрест), виготовлений із посрібленого та оксидованого металу, має вісім кутів і розміри 40 × 40 мм, з обох боків позначений край. Сторони розширені на кінцях і мають поодинокі, оздоблені малиновою емаллю сходинки між плечами. У верхній частині значка є вушко та кільце для підвішування. У центрі герба — круглий щит, покритий малиновою емаллю, у срібній рамці, до якої зверху та знизу примикають окремі заглиблені поля з опуклими полірованими датами вгорі «1939» та «1989» унизу. На щиті розміщено посріблене зображення Білого Орла в корон, запровадженим указом Президента Закордонної Республіки Польща від 11 листопада 1956 р. На сторонах розміщено опуклий, полірований напис: «PRO», на поперечних — «AUXILIO» і «POLONIS», В низу викарбувано — «DATO». Реверс хреста посріблений і оксидований по всій поверхні. Нагорода підвішена на стрічці з білого шовку, шириною 40 мм, з двома малиновими смугами в центрі, кожна шириною 3 мм, на відстані 3 мм

## Нагородження
Хрестом нагороджує Президент Республіки Польща за поданням міністра закордонних справ, який представляє заяви за власною ініціативою або з ініціативи ветеранських об'єднань та асоціацій, громадських організацій, керівника Управління у справах ветеранів війни та жертв гноблення, директора Інституту солідарності та відваги та приватних осіб, після отримання позитивної думки Президента Інституту національної пам'яті.
Хрестом нагороджують іноземців, які надавали допомогу полякам або польським громадянам у 1939–1989 роках на територіях (не охоплених дією нагороди Східного Хреста), за сприяння прагненням Польщі до незалежності та допомогу тим, хто був репресований, переслідуваний, депортований, ув’язнений або змушений емігрувати німецькими окупантами та комуністичною владою в післявоєнній Польщі, включаючи допомогу в разі загрози життю, надання притулку та благодійна допомога.